# Астерииды
Астерииды (лат. Asteriidae) — семейство морских звёзд из отряда Forcipulatida.
Морские звезды семейства Asteriidae имеют сетчатые известковые пластинки на коже, а также продольные ряды простых шипов. Обычно имеются как прямые, так и перекрещенные педицеллярии. Анус присутствует всегда.
Как и у некоторых других семейств морских звезд, желудок может выворачиваться наружу для внекишечного пищеварения. Однако среди этих морских звезд способность силой открывать раковины мидий, раковины плеченогих или крышечки улиток с помощью присосок и щупалец, и даже взламывать раковины морских ежей (как в случае с Eisseestern), является особой чертой Asteriidae, поскольку далеко не все морские звезды с мощными присосками добираются до своей добычи таким образом.

## Классификация
На февраль 2025 семейство включает 39 современных и несколько вымерших родов:
1. Adelasterias Verrill, 1914
2. Anasterias Perrier, 1875
3. Aphanasterias Fisher, 1923
4. Aphelasterias Fisher, 1923
5. Asterias Linnaeus, 1758
6. Astrometis Fisher, 1923
7. Astrostole Fisher, 1923
8. Bernasconiaster Rivadeneira, Martinez, Penchaszadeh & Brogger, 2020
9. Caimanaster A.M. Clark, 1962
10. Calasterias Hayashi, 1975
11. Coronaster Perrier, 1885
12. Coscinasterias Verrill, 1867
13. Cryptasterias Verrill, 1914
14. Diplasterias Perrier, 1891
15. Distolasterias Perrier, 1896
16. Evasterias Verrill, 1914
17. Icasterias Fisher, 1923
18. Kenrickaster A.M. Clark, 1962
19. Leptasterias Verrill, 1866
20. Lethasterias Fisher, 1923
21. Lysasterias Fisher, 1908
22. Marthasterias Jullien, 1878
23. Meyenaster Verrill, 1913
24. Notasterias Koehler, 1911
25. Orthasterias Verrill, 1914
26. Perissasterias H.L. Clark, 1923
27. Pisaster Müller & Troschel, 1840
28. Plazaster Fisher, 1941
29. Psalidaster Fisher, 1940
30. Lysastrosoma Fisher, 1922
31. Pycnopodia Stimpson, 1862
32. Rathbunaster Fisher, 1906
33. Saliasterias Koehler, 1920
34. Sclerasterias Perrier, 1891
35. Stephanasterias Verrill, 1871
36. Stylasterias Verrill, 1914
37. Taranuiaster McKnight, 1973
38. Tarsastrocles Fisher, 1923
39. Urasterias Verrill, 1909

- Germanasterias †[4]
  - Вид Germanasterias amplipapularia  †
- Hystrixasterias †[5]
  - Вид Hystrixasterias hettangiurnus  †
- Pegaster †[6]
  - Вид Pegaster stichos  †